# Francazal (Haute-Garonne)
Pour les articles homonymes, voir Francazal.
Francazal est une commune française située dans le sud du département de la Haute-Garonne en région Occitanie. Sur le plan historique et culturel, la commune est dans le pays de Comminges, correspondant à l’ancien comté de Comminges, circonscription de la province de Gascogne située sur les départements actuels du Gers, de la Haute-Garonne, des Hautes-Pyrénées et de l'Ariège.
Exposée à un climat océanique altéré, elle est drainée par le ruisseau de la Hage et par un autre cours d'eau. La commune possède un patrimoine naturel remarquable composé de deux zones naturelles d'intérêt écologique, faunistique et floristique.
Francazal est une commune rurale qui compte 28 habitants en 2022, après avoir connu un pic de population de 121 habitants en 1846. Elle fait partie de l'aire d'attraction de Saint-Girons. Ses habitants sont appelés les Francazalais ou  Francazalaises.

## Géographie

### Localisation
La commune de Francazal se trouve dans le département de la Haute-Garonne, en région Occitanie.
Elle se situe à 74 km à vol d'oiseau de Toulouse, préfecture du département, à 24 km de Saint-Gaudens, sous-préfecture, et à 42 km de Bagnères-de-Luchon, bureau centralisateur du canton de Bagnères-de-Luchon dont dépend la commune depuis 2015 pour les élections départementales.
La commune fait en outre partie du bassin de vie de Salies-du-Salat.
Les communes les plus proches sont : 
Mauvezin-de-Prat (1,3 km), Prat-Bonrepaux (2,1 km), Saleich (2,3 km), Lacave (2,4 km), Urau (3,3 km), Castagnède (4,2 km), La Bastide-du-Salat (4,2 km), Cazavet (4,2 km).
Sur le plan historique et culturel, Francazal fait partie du pays de Comminges, correspondant à l’ancien comté de Comminges, circonscription de la province de Gascogne située sur les départements actuels du Gers, de la Haute-Garonne, des Hautes-Pyrénées et de l'Ariège.
Francazal est limitrophe de six autres communes dont quatre dans le département de l'Ariège.
Les communes limitrophes sont  Balaguères, Cazavet, Mauvezin-de-Prat, Prat-Bonrepaux, Saleich et Urau.
|         | Mauvezin-de-Prat (Ariège)               | Prat-Bonrepaux (Ariège) |
| Saleich | Francazal                               |                         |
| Urau    | Balaguères (Ariège, par un quadripoint) | Cazavet (Ariège)        |

### Géologie et relief
La superficie de la commune est de 546 hectares ; son altitude varie de 371  à   1 254 mètres.
Francazal fait partie d'un ensemble karstique qui s'étend sur plus de 24 000 ha, de Milhas en Haute-Garonne jusqu'à Cazavet et Moulis en Ariège.

### Hydrographie

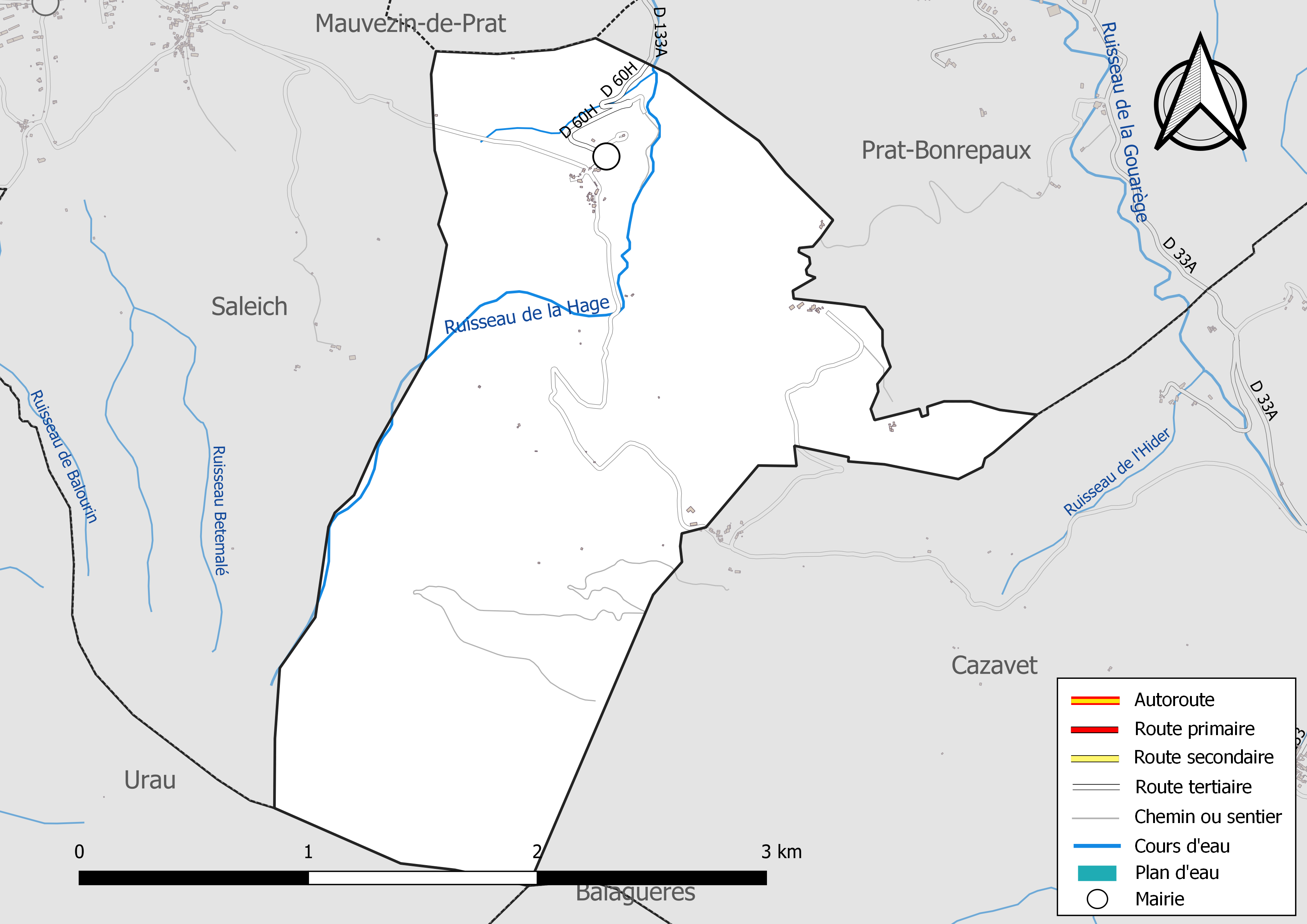
Réseaux hydrographique et routier de Francazal.

La commune est dans le bassin de la Garonne, au sein du bassin hydrographique Adour-Garonne. Elle est drainée par le ruisseau de la Hage et par un petit cours d'eau, constituant un réseau hydrographique de 4 km de longueur totale,.

### Climat
Pour des articles plus généraux, voir Climat de l'Occitanie et Climat de la Haute-Garonne.
En 2010, le climat de la commune est de type climat océanique altéré, selon une étude s'appuyant sur une série de données couvrant la période 1971-2000. En 2020, Météo-France publie une typologie des climats de la France métropolitaine dans laquelle la commune est exposée à un climat de montagne ou de marges de montagne et est dans la région climatique Pyrénées centrales, caractérisée par une pluviométrie annuelle de 1 000 à 1 200 mm.
Pour la période 1971-2000, la température annuelle moyenne est de 12,5 °C, avec une amplitude thermique annuelle de 14,7 °C. Le cumul annuel moyen de précipitations est de 1 109 mm, avec 10,4 jours de précipitations en janvier et 7,3 jours en juillet. Pour la période 1991-2020, la température moyenne annuelle observée sur la station météorologique la plus proche, située sur la commune de Palaminy à 21 km à vol d'oiseau, est de 13,2 °C et le cumul annuel moyen de précipitations est de 715,2 mm,. Pour l'avenir, les paramètres climatiques de la commune estimés pour 2050 selon différents scénarios d'émission de gaz à effet de serre sont consultables sur un site dédié publié par Météo-France en novembre 2022.

### Milieux naturels et biodiversité

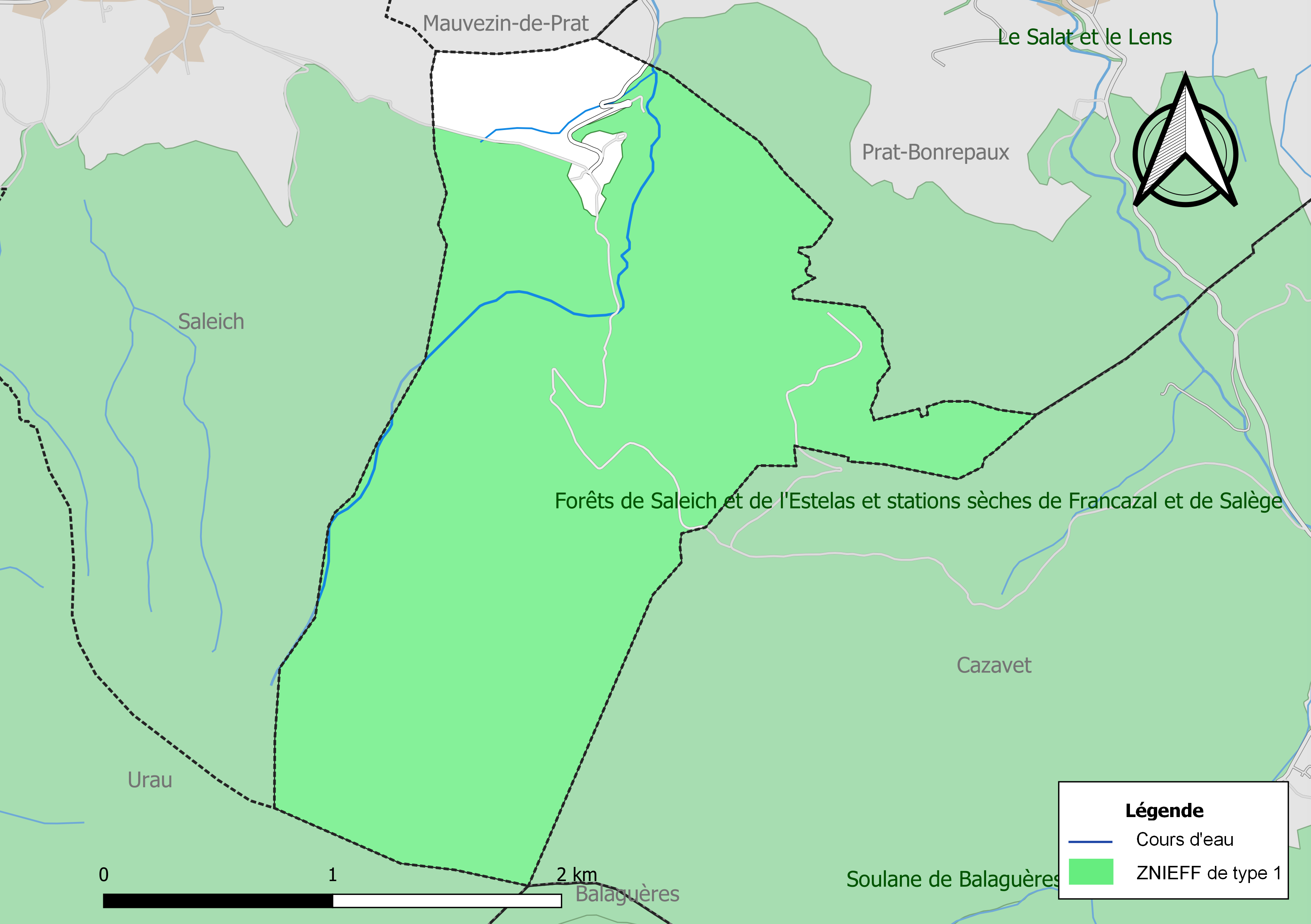
Carte de la ZNIEFF de type 1 localisée sur la commune.

L’inventaire des zones naturelles d'intérêt écologique, faunistique et floristique (ZNIEFF) a pour objectif de réaliser une couverture des zones les plus intéressantes sur le plan écologique, essentiellement dans la perspective d’améliorer la connaissance du patrimoine naturel national et de fournir aux différents décideurs un outil d’aide à la prise en compte de l’environnement dans l’aménagement du territoire.
Une ZNIEFF de type 1 est recensée sur la commune :
les « forêts de Saleich et de l'Estelas et stations sèches de Francazal et de Salège » (3 194 ha), couvrant 8 communes dont quatre dans l'Ariège et quatre dans la Haute-Garonne et une ZNIEFF de type 2, : 
le « massif de l'Arbas » (27 233 ha), couvrant 45 communes dont 24 dans l'Ariège et 21 dans la Haute-Garonne.

## Urbanisme

### Typologie
Au 1er janvier 2024, Francazal est catégorisée commune rurale à habitat très dispersé, selon la nouvelle grille communale de densité à sept niveaux définie par l'Insee en 2022.
Elle est située hors unité urbaine. Par ailleurs la commune fait partie de l'aire d'attraction de Saint-Girons, dont elle est une commune de la couronne,. Cette aire, qui regroupe 70 communes, est catégorisée dans les aires de moins de 50 000 habitants,.

### Occupation des sols
L'occupation des sols de la commune, telle qu'elle ressort de la base de données européenne d’occupation biophysique des sols Corine Land Cover (CLC), est marquée par l'importance des forêts et milieux semi-naturels (89,1 % en 2018), une proportion identique à celle de 1990 (89,1 %). La répartition détaillée en 2018 est la suivante : 
forêts (88,4 %), zones agricoles hétérogènes (6,9 %), prairies (4 %), milieux à végétation arbustive et/ou herbacée (0,7 %). L'évolution de l’occupation des sols de la commune et de ses infrastructures peut être observée sur les différentes représentations cartographiques du territoire : la carte de Cassini (XVIIIe siècle), la carte d'état-major (1820-1866) et les cartes ou photos aériennes de l'IGN pour la période actuelle (1950 à aujourd'hui).

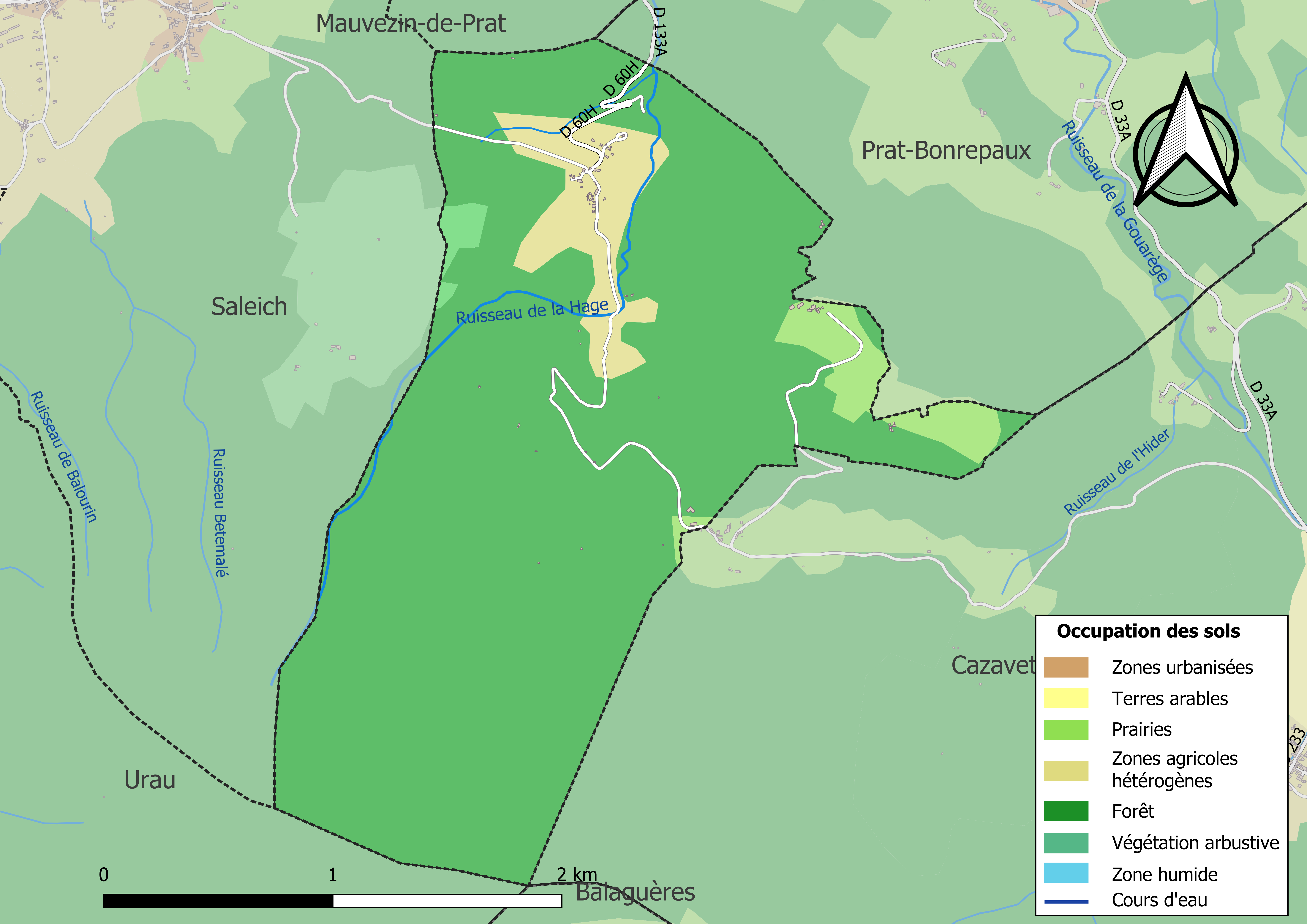
Carte des infrastructures et de l'occupation des sols de la commune en 2018 (CLC).

### Voies de communication et transports
Située sur l'ancienne ligne de Boussens à Saint-Girons.
Par la route : accès par l'A64, sortie :  20 et prendre la D 117 direction Saint-Girons.

### Risques majeurs
Le territoire de la commune de Francazal est vulnérable à différents aléas naturels : météorologiques (tempête, orage, neige, grand froid, canicule ou sécheresse), feux de forêts et séisme (sismicité modérée). Un site publié par le BRGM permet d'évaluer simplement et rapidement les risques d'un bien localisé soit par son adresse soit par le numéro de sa parcelle.
Un plan départemental de protection des forêts contre les incendies a été approuvé par arrêté préfectoral du 25 septembre 2006. Francazal est exposée au risque de feu de forêt du fait de la présence sur son territoire du massif des Pyrénées. Il est ainsi défendu aux propriétaires de la commune et à leurs ayants droit de porter ou d’allumer du feu dans l'intérieur et à une distance de 200 mètres des bois, forêts, plantations, reboisements ainsi que des landes. L’écobuage est également interdit, ainsi que les feux de type méchouis et barbecues, à l’exception de ceux prévus dans des installations fixes (non situées sous couvert d'arbres) constituant une dépendance d'habitation,

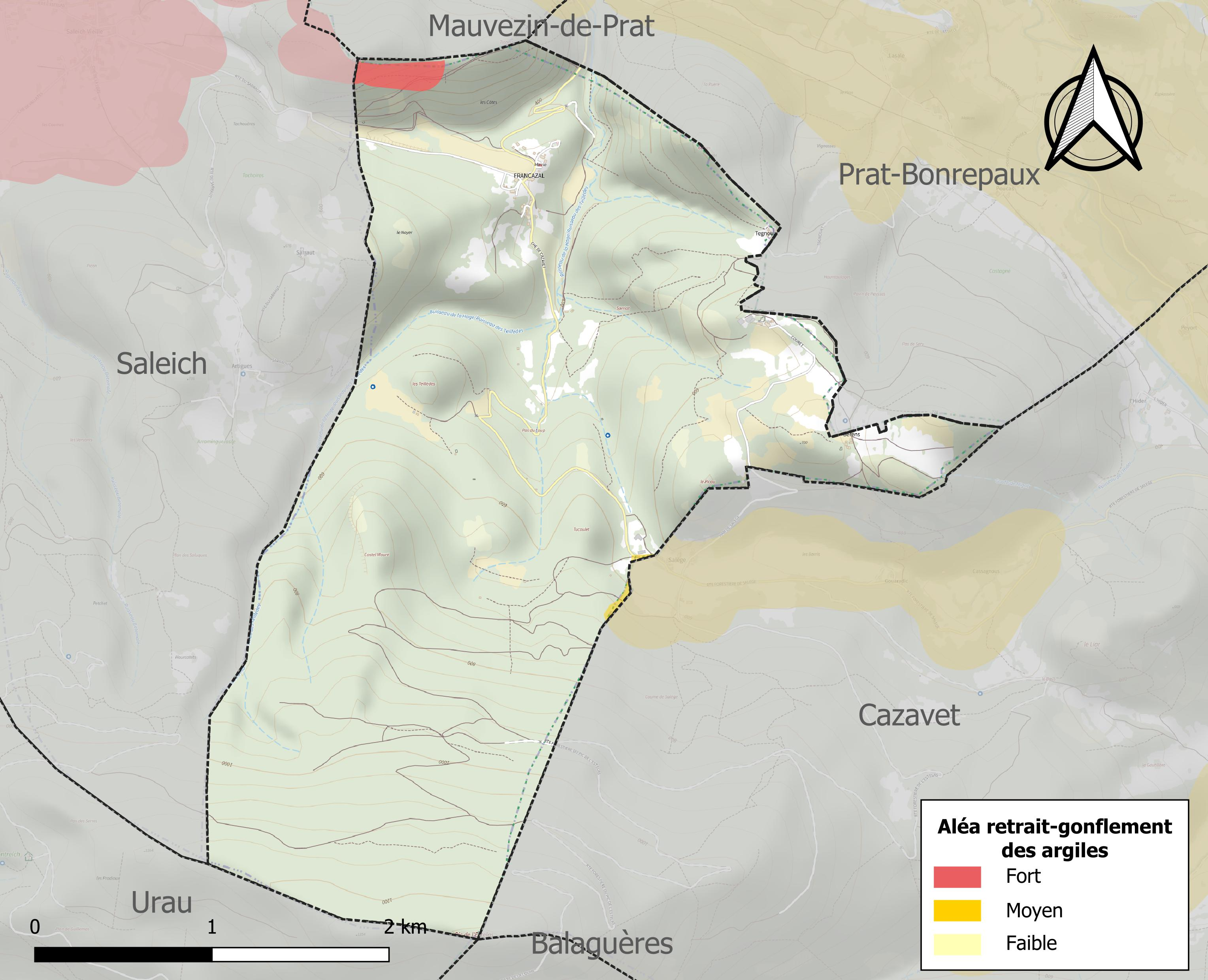
Carte des zones d'aléa retrait-gonflement des sols argileux de Francazal.

Le retrait-gonflement des sols argileux est susceptible d'engendrer des dommages importants aux bâtiments en cas d’alternance de périodes de sécheresse et de pluie. 0,7 % de la superficie communale est en aléa moyen ou fort (88,8 % au niveau départemental et 48,5 % au niveau national). Sur les 17 bâtiments dénombrés sur la commune en 2019, 0 sont en aléa moyen ou fort, soit 0 %, à comparer aux 98 % au niveau départemental et 54 % au niveau national. Une cartographie de l'exposition du territoire national au retrait gonflement des sols argileux est disponible sur le site du BRGM,.
Par ailleurs, afin de mieux appréhender le risque d’affaissement de terrain, l'inventaire national des cavités souterraines permet de localiser celles situées sur la commune.
Concernant les mouvements de terrains, la commune a été reconnue en état de catastrophe naturelle au titre des dommages causés par des mouvements de terrain en 1999.

## Toponymie
Francazal : tient peut-être son nom du régime particulier dont il a joui durant des siècles. 

Franc : comme zone franche - Casal : ce mot désignait aux XIIe et XIIIe siècles en Gascogne, un domaine agricole de petite ou moyenne importance, comprenant champs, prés, vignes, bois, etc.
Le casal aurait été l'équivalent du manse dans le reste de la France[réf. nécessaire].

## Histoire
Au cours du Moyen Âge et sous l'ancien Régime, les Francazalais sont exemptés de payer la taille au roi. En fait les paysans de la commune ont joui durant des siècles de l'application, dans leur seigneurie, d'une loi particulière. Ce système n'a pas eu de répercussions ni sur la population locale, ni sur celle des villages voisins. Le faible peuplement entre le XIIe siècle et le XIXe siècle, environ 105 âmes, ne pouvait permettre la revendication et la généralisation de ce privilège.
En 1680, Philippe Déqué de Montcaup, fils de Géraud Déqué de Montcaup et de Marguerite de Vendômois, hérite de tous les biens de son frère François, et devient seigneur de Montcaup, de Saleich, de Castelbon et de Francazal.
Au  XVIIIe siècle, la commune partage sa cure avec les localités de Castagnède et de Castelbiague.
En 1786, François Joseph de Saint-Jean, baron de Pointis est le dernier seigneur de cette localité avant les troubles révolutionnaires.
En 1816, la commune de  Francazal est rattachée pour un temps à la mairie de Saleich, représentée par F.Couret.
Au début du XXe siècle, la population compte 57 habitants. Dans les années 1980, seules 10 personnes peuplent le village (Le patrimoine des communes de la Haute-Garonne).

## Politique et administration

### Administration municipale
Le nombre d'habitants au recensement de 2011 étant compris entre 0 et 99, le nombre de membres du conseil municipal pour l'élection de 2014 est de sept,.

### Rattachements administratifs et électoraux
Commune faisant partie de la huitième circonscription de la Haute-Garonne, de la communauté de communes Cagire-Garonne-Salat et du canton de Bagnères-de-Luchon (avant le redécoupage départemental de 2014, Francazal faisait partie de l'ex-canton de Salies-du-Salat et, avant le 1er janvier 2017, de la Communauté de communes du canton de Salies-du-Salat).

### Liste des maires
| Période                                  | Période  | Identité         | Étiquette | Qualité              |
| ---------------------------------------- | -------- | ---------------- | --------- | -------------------- |
| mars 2001                                | 2008     | Claude Estadieu  |           |                      |
| mars 2008                                | En cours | Jean-Pierre Mare | SE        | Agriculteur retraité |
| Les données manquantes sont à compléter. |          |                  |           |                      |

## Population et société

### Démographie
| 1793 | 1800 | 1806 | 1821 | 1831 | 1836 | 1841 | 1846 | 1851 |
| ---- | ---- | ---- | ---- | ---- | ---- | ---- | ---- | ---- |
| 107  | 96   | 100  | 84   | 105  | 108  | 113  | 121  | 75   |

| 1856 | 1861 | 1866 | 1872 | 1876 | 1881 | 1886 | 1891 | 1896 |
| ---- | ---- | ---- | ---- | ---- | ---- | ---- | ---- | ---- |
| 78   | 81   | 89   | 68   | 82   | 78   | 81   | 67   | 70   |

| 1901 | 1906 | 1911 | 1921 | 1926 | 1931 | 1936 | 1946 | 1954 |
| ---- | ---- | ---- | ---- | ---- | ---- | ---- | ---- | ---- |
| 67   | 58   | 57   | 40   | 42   | 36   | 32   | 30   | 27   |

| 1962 | 1968 | 1975 | 1982 | 1990 | 1999 | 2006 | 2011 | 2016 |
| ---- | ---- | ---- | ---- | ---- | ---- | ---- | ---- | ---- |
| 23   | 16   | 5    | 10   | 19   | 16   | 21   | 19   | 28   |

| 2021 | 2022 | - | - | - | - | - | - | - |
| ---- | ---- | - | - | - | - | - | - | - |
| 29   | 28   | - | - | - | - | - | - | - |

| selon la population municipale des années : | 1968 | 1975 | 1982 | 1990 | 1999 | 2006 | 2009 | 2013 |
| Rang de la commune dans le département      | 304  | 316  | 327  | 325  | 310  | 320  | 319  | 321  |
| Nombre de communes du département           | 340  | 328  | 330  | 332  | 332  | 332  | 332  | 332  |

### Enseignement
Francazal fait partie de l'académie de Toulouse.

### Activités sportives
Chasse, randonnée pédestre,

## Économie

### Emploi
|                | 2008  | 2013  | 2018   |
| -------------- | ----- | ----- | ------ |
| Commune        | 0 %   | 0 %   | 18,8 % |
| Département    | 7,7 % | 9,6 % | 9,3 %  |
| France entière | 8,3 % | 10 %  | 10 %   |

En 2018, la population âgée de 15 à 64 ans s'élève à 17 personnes, parmi lesquelles on compte 87,5 % d'actifs (68,7 % ayant un emploi et 18,8 % de chômeurs) et 12,5 % d'inactifs,. En  2018, le taux de chômage communal (au sens du recensement) des 15-64 ans est supérieur à celui du département et de la France, alors qu'en 2008 la situation était inverse.
La commune fait partie de la couronne de l'aire d'attraction de Saint-Girons, du fait qu'au moins 15 % des actifs travaillent dans le pôle,. Elle compte 17 emplois en 2018, contre 8 en 2013 et 52 en 2008. Le nombre d'actifs ayant un emploi résidant dans la commune est de 12, soit un indicateur de concentration d'emploi de 145,4 % et un taux d'activité parmi les 15 ans ou plus de 60,9 %.
Sur ces 12 actifs de 15 ans ou plus ayant un emploi, 2 travaillent dans la commune, soit 18 % des habitants. Pour se rendre au travail, 72,7 % des habitants utilisent un véhicule personnel ou de fonction à quatre roues, 9,1 % les transports en commun, 9,1 % s'y rendent en deux-roues, à vélo ou à pied et 9,1 % n'ont pas besoin de transport (travail au domicile).

### Activités hors agriculture
Un seul établissement relevant d’une activité hors champ de l’agriculture est implanté  à Francazal au 31 décembre 2019.

### Agriculture
|               | 1988 | 2000 | 2010 | 2020 |
| ------------- | ---- | ---- | ---- | ---- |
| Exploitations | 2    | 2    | 2    | 1    |
| SAU (ha)      | 117  | 80   | 50   | 87   |

La commune est dans les « Pyrénées centrales », une petite région agricole occupant le sud du département de la Haute-Garonne, massif montagneux où s’étagent les vallées profondes, la forêt et les zones intermédiaires, les estives. En 2020, l'orientation technico-économique de l'agriculture  sur la commune est l'élevage de bovins, pour la viande. Une seule  exploitation agricole ayant son siège dans la commune est recensée lors du recensement agricole de 2020 (deux en 1988). La superficie agricole utilisée est de 87 ha,,.

## Culture locale et patrimoine

### Lieux et monuments
- Église Saint-Jacques.

## Pour approfondir